# Baker Tilly International
Baker Tilly International er en britisk multinational revisionsvirksomhed med hovedkvarter i London. De har 41.000 ansatte fordelt på 700 kontorer i 145 territorier, som har en årsomsætning på 4,7 mia. USD.
I 1987 blev Summit International Associates, Inc. registreret.